# Timóteo II de Constantinopla
Timóteo II de Constantinopla (em grego: Τιμόθεος Β´; m. 3 de setembro de 1620), dito Marmarinos (em grego: Μαρμαρηνός), foi patriarca ecumênico de Constantinopla entre 1612 e 1620.

## História
Timóteo II nasceu em Bandırma, na costa sul do mar de Mármara. Em 28 de fevereiro de 1601, tornou-se bispo metropolitano de Patras, um cargo no qual permaneceu até ser eleito patriarca. Depois da deposição do patriarca Neófito II, em outubro de 1612, a Igreja de Constantinopla foi deixada temporariamente sob os cuidados de Cirilo Lucaris como lugar-tenente por causa de sua posição como patriarca de Alexandria. Lucaris esteve perto de ser nomeado patriarca, mas quatro bispos se opuseram e conseguiram eleger Timóteo graças a uma promessa ao sultão otomano de aumentar o tributo anual pago pelo Patriarcado para 8 000 kuruş. Assim, depois de 21 de interregno, Lucaris desistiu e, no final de outubro ou em novembro de 1612, Timóteo assumiu o trono patriarcal.
Timóteo permaneceu um feroz oponente de Lucaris e forçou que ele se retirasse para Monte Atos. Timóteo conseguiu ainda um pedido de prisão contra ele, mas Lucaris fugiu de volta para Alexandria. Timóteo também denunciou Lucaris como sendo um luterano.
A razão para o conflito entre os dois, contudo, não era um alinhamento de Timóteo com os inimigos de Lucaris, a Igreja Católica, que era contrária ao seu posicionamento pró-luterano, pois Timóteo também era anti-católico, mesmo tendo escrito, em 1615, uma carta obsequiosa ao papa Paulo V.
Em 1614, Timóteo reconstruiu e ampliou a pequena igreja de São Jorge, em Phanar, que, desde 1601, era a sé episcopal do Patriarcado.
Timóteo II morreu em 3 de setembro de 1620 ou em março de 1621 segundo outras fontes. Na época correram rumores de que ele teria sido envenenado num jantar oferecido pelo embaixador da República Holandesa, aliada de Lucaris, mas nenhuma prova foi produzida.